# Kbk wz.1997 ボゾ
Kbk wz. 1997 ボゾ(ポーランド語: Karabinek wzór. 1997 Boż)は、ポーランドのワルシャワ軍事工科大学(WAT)にて試作されたブルパップ自動小銃。

## 開発
1990年代後半にワルシャワ軍事工科大学の銃器設計・運用部門にてブルパップ方式の銃器に関する研究が始まり、そして1997年には研究の結果及び論文の一環としてブルパップ方式の自動小銃が完成し、設計者の名前と設計年からKbk wz. 1997 ボゾと名称が与えられた。
wz. 97 ボゾは実際にポーランド軍に試験された。ブルパップ方式の採用と全長が大きくなったことなどで反動が大幅に減少したため軍には好評だったが量産はされなかった。

## 構造
wz. 97 ボゾはAKMをベースとしており、レシーバーカバーの形状を変更し、レシーバー後端からグリップのあった位置にかけて木製の銃尾が追加されている。
レシーバー下側を延長し、延長した部分に後期型AK-74のグリップを配置し、トリガー機構もこの位置に移されている。
ハンドガードは後期型AK-74のものを流用したものをレシーバー前側に追加している。上部ハンドガードは木製で、フロントトラニオンからガスブロックまで覆う長く大きいものが取り付けられている。そしてこのハンドガード上部にはキャリングハンドルと兼用の光学照準器が搭載されている。
銃口にはKbk wz. 1988 タンタルのものを流用した銃口装置が取り付けられており、6Khシリーズの銃剣の取り付けに対応している。ハンドガード前端の内部は円形の空間が開けられており、ここにレーザーサイトを取り付けられる予定だったが、実際に開発されることはなかった。
前述した通りAKMのレシーバーを流用しているためAKMと同様のガス圧ロングストロークガスピストン方式で作動している。